# 非洲枕枝魚
堅喉魚科又名枕枝魚科（學名：Phractolaemidae）為輻鰭魚綱鼠鱚目的其中一科。其下僅有一屬一科，即非洲枕枝魚（學名：Phractolaemus ansorgii）。

## 分布
本魚分布於非洲尼日河三角洲及瑙固維湖（Lake Nokoué）與剛果河流域。

## 特徵
本魚體延長，口朝上。泳鰾具有肺的功能，故能在缺氧的水域中存活。背的軟條6枚；臀鰭軟條6枚。體長可達16公分。

## 經濟利用
可作為觀賞魚供觀賞。

## 外部連結
- 非洲枕枝魚的圖片 （页面存档备份，存于）